# Amarante de Jameson
Lagonosticta rhodopareia
Espèce
Statut de conservation UICN

 LC  : Préoccupation mineure
L'Amarante de Jameson (Lagonosticta rhodopareia) est une espèce de passereaux de la famille des Estrildidae, vivant en Afrique australe.

## Répartition géographique
On trouve cet oiseau en Angola, au Botswana, au Tchad, en République démocratique du Congo, en Érythrée, en Éthiopie, au Kenya, au Malawi, au Mali, au Mozambique, en Namibie, en Afrique du Sud, au Soudan, au Swaziland, en Tanzanie, en Ouganda, en Zambie et au Zimbabwe.
Cet oiseau est représenté par cinq sous-espèces :
- Lagonosticta rhodopareia ansorgei ;
- Lagonosticta rhodopareia bruneli ;
- Lagonosticta rhodopareia jamesoni ;
- Lagonosticta rhodopareia rhodopareia ;
- Lagonosticta rhodopareia taruensis.